# Un coin perdu (film)
Pour les articles homonymes, voir Un coin perdu.
Pour plus de détails, voir Fiche technique et Distribution.
Un coin perdu (The Narrow Corner) est un film américain réalisé par Alfred E. Green et sorti en 1933.

## Synopsis
Le capitaine Nichols est embauché à Sydney, en Australie. Il navigue avec Fred, un anglais poursuivi pour meurtre, à travers le Pacifique Sud, évitant tout contact avec les Européens, jusqu'à ce qu'ils rencontrent le Dr Saunders dans une colonie hollandaise. Il autorise le médecin de naviguer avec eux. En mer, ils sont pris dans une violente tempête. Ils jettent l'ancre au large d'une île et Fred nage jusqu'au rivage, où il rencontre une jolie femme britannique, Louise Frith, et son ami, Eric, un Danois qui vit également sur l'île.

## Fiche technique
- Titre français : Un coin perdu[1]
- Titre original : The Narrow Corner
- Réalisation : Alfred E. Green
- Scénario : Robert Presnell d'après le roman The Narrow Corner de W. Somerset Maugham[2]
- Producteur : Hal B. Wallis
- Photographie : Tony Gaudio
- Montage : Herbert I. Leeds
- Musique : Bernhard Kaun
- Genre : Drame[3]
- Production : Warner Brothers
- Durée : 69 minutes
- Dates de sortie : 
  - États-Unis : 8 juillet 1933
  - France : 26 avril 1935

## Distribution
- Douglas Fairbanks Jr. : Fred Blake
- Patricia Ellis : Louise Frith
- Ralph Bellamy : Eric Whittenson
- Dudley Digges : Docteur Saunders
- Arthur Hohl : Capitaine Nichols
- Reginald Owen : Mr. Frith
- Henry Kolker : Mr. Blake, père de Fred
- William V. Mong : Jack Swan
- Willie Fung : Ah Kay, Saunder's Servant
- Sidney Toler : Ryan, the Go-Between